# Salsola abrotanoides
Salsola abrotanoides är en amarantväxtart som beskrevs av Aleksandr Andrejevitj Bunge. Salsola abrotanoides ingår i släktet sodaörter, och familjen amarantväxter. Inga underarter finns listade i Catalogue of Life.